# Hawkwind
Hawkwind je ena prvih britanskih skupin space in progresivnega rocka. Njihove pesmi v glavnem govorijo o sodobni civilizaciji in znanstvenofantastičnih temah. Priložnostno je s skupino sodeloval pisec znanstvene fantastike Michael Moorcock.

## Zgodovina
Skupina je bila ustanovljena poleti 1969 pod imenom Hawkwind Zoo, toda ko so dobili ponudbo za sodelovanje z založbo Liberty Records so ga nemudoma skrajšali v Hawkwind. Kantavtor in kitarist Dave Brock je skozi burno zgodovino in stalno menjavo  članov ostal edini stalni član. Njihova glasba je bila sprva trdi blues rock, toda hitro so mu z uporabo posebnih efektov in sintetizatorjev dodali primesi psihedelije
Njihovi izpopolnjeni koncerti, ki so včasih spominjali na jazzovskega glasbenika Sun Raja, so hitro privedli do t. i. kulta ponavljanja. Njihov drugi album In Search of Space je bil izredno uspešen.
Hawkwind se je prvič povzpela na lestvice v letu 1972 s singlom »Silver Machine«, na katerem je pel Lemmy Kilmister, napisala pa sta ga Dave Brock in Robert Calvert, baje govori o Calvertovem biciklu. Njihov naslednji singl »Urban Guerilla« je bil odstranjen z BBC-jeve lestvice po povečanem terorizmu IRA-e.
Hawkwind je imel dolgotrajne izkušnje z mnogimi prostimi festivali, vključno s Stonehenge Free Festival, ki je bil prirejen vsako leto od 1973 do ukinitve v 1985. Duh teh festivalov so poskušali obuditi z zadnjima dvema »Hawkfest« vikendoma.

## Člani
Člani skupine so se pogosto menjavali, toda Dave Brock je ostal v njenem srcu od nastanka. Ostali člani so: Lemmy Kilmister (ki se je pozneje pridružil Motörhead), Nik Turner, Harvey Bainbridge, Del Dettmar, DikMik, Huw Lloyd Langton, Robert Calvert, Paul Rudolph (član Pink Fairies/Deviants) in Twink (tudi član Pink Fairies) ter bas kitarist in frontman Ron tree. Leta 1990 se jim je ob snemanju albuma Space Bandits pridružila Bridget Wishart. Nekateri člani so bolj poznani po svoji karieri izven skupine, Ginger Baker in Arthur Brown. Izmed ostalih članov ima najdaljši staž v bendu basist Alan Davey, ki se je pridružil 1984. in deluje še danes (čeprav nekaj let vmes ni ustvarjal).
Hawkwind zasluge pripisujejo tudi neglasbenikom, kot so Liquid Len (mojster luči) in Stacia (plesalka). Za njihovo grafično podobo je zaslužen Barney Bubbles, ki je pozneje delal v založbi Stiff Records in se tam srečal s Pink Fairies in Motörhead.

## Diskografija
Diskografija skupine Hawkwind je zapletena in obširna, ta seznam predstavlja glavne albume, ki so omenjeni na uradni strani skupine, skupaj s pomembnimi solo projekti in ponovnimi izdajami. Obstajajo tudi kompilacije in posnetki v živo, ki jih ni izdal bend. Skupina je večkrat spremenila ime, zato lahko najdemo iste skladbe pod drugačnim imenom.
Albume izdane od 1970 do 1974 je mogoče dobiti na CD-ju, izdani so pri založbi EMI, in vsebujejo tudi neobjavljene ali redke posnetke iz tistega obdobja. Ker je skupina pogosto spreminjala založbe so poznejši albumi na CD-jih težje dostopni (odvisno od založbe). Nekateri albumi so bili izdani v omejenih izdajah in so bili nekaj časa nedosegljivi, nekateri so bili ponovno izdani zaradi širjenja občinstva.
Konceptualna albuma Space Ritual in Warrior on the Edge of Time sta značilna predstavnika skupine, izdana ob njihovem vrhu ustvarjanja. Osemdeseta predstavljata albuma Levitation in The Chronicle of the Black Sword.
Za obširen kritičen opis albumov glej Vodič po Hawkwind albumih Arhivirano 2008-09-30 na Wayback Machine..

### Studijski albumi
- Hawkwind (1970)
- In Search of Space (1971)
- Doremi Fasol Latido (1972)
- Hall of the Mountain Grill (1974)
- Warrior on the Edge of Time (1975)
- Astounding Sounds, Amazing Music (1976)
- Quark, Strangeness and Charm (1977)
- 25 Years On (pod imenom Hawklords) (1978)
- PXR5 (1979)
- Levitation (1980)
- Sonic Attack (1981)
- Church of Hawkwind (1982)
- Choose Your Masques (1982)
- Zones (1983)
- Chronicle of the Black Sword (1985)
- Utopia 1984 (1985)
- Ridicule (1985)
- Out and Intake (1987)
- The Xenon Codex (1988)
- Space Bandits (1990)
- Electric Tepee (1992)
- It is the Business of the Future to be Dangerous (1993)
- Alien 4 (1995)
- Distant Horizons (1997)
- In Your Area (1999)
- Spacebrock (Dave Brock solo) (2000)
- Take Me to Your Leader (2005)
- Take Me to your Future (2006)
- Blood of the Earth (2010)
- Onward (2012)
- Stellar Variations (Hawkwind Light Orchestra, 2012)
- The Machine Stops (2016)
- Into the Woods (2017)
- The Road to Utopia (2018)
- All Aboard the Skylark (2019)
- Carnivorous (Hawkwind Light Orchestra, 2020)
- Somnia (2021)
- The Future Never Waits (2023)
- Stories from Time and Space (2024)
- There Is No Space for Us (2025)

Pod imenom Psychedelic Warriors
- White Zone (1995)

### Albumi 'v živo'
- Space Ritual (1973) (N.B. 'Space Ritual Volume 2' je alternativni posnetek istih skladb)
- Live Seventy-Nine (1980)
- Stonehenge / Do Not Panic (1984)
- Live Chronicles (1986)
- Palace Springs (1991)
- The Business Trip (1994)
- Love in Space (1996)
- The 1999 Party (1997)
- Yule Ritual (2001)
- Live at Canterbury Fayre (2002)

### Kompilacije in drugo
- Roadhawks (kompilacija) (1976)